# Chapelle Sainte-Auraille de Saint-Pé-d'Ardet
La chapelle Sainte-Auraille de Saint-Pé-d'Ardet est un édifice religieux catholique situé sur la commune de Saint-Pé-d'Ardet, dans le département français de la Haute-Garonne en région Occitanie.

## Présentation
La Chapelle Sainte-Auraille date du XIXe siècle. Moins connue que l'église Saint-Pierre, elle est cependant liée à l'histoire de la commune de Saint-Pé-d'Ardet.

### Une sainte protectrice inconnue
Il n’existe nulle part dans un texte chrétien de mention d’une sainte Auraille. Mais il existe deux hypothèses pouvant expliquer le nom de la chapelle :
- La première (la moins probable) avance qu’Auraille serait une déformation de « Arraille » mot gascon désignant un ravin, un éboulis, un précipice (mot basé sur la racine indo-européenne « -arr » (pour les puristes : kʰar) « pierre »). Cette hypothèse se justifierait par le fait que le terrain soit rocheux et que la chapelle ait été construite sous les falaises de Tarride.
- La deuxième est surement la bonne du fait qu’elle soit linguistiquement justifiée. Elle fait découler le nom de la chapelle de sainte Eulalie de Barcelone (289-304), vierge martyre née à Barcelone, crucifiée sur une croix en X (qui pourrait d’ailleurs être représentée dans les fresques de l’église qui au plus tard daterait du XVe siècle). L'importante transformation phonétique s'explique par : une hypercorrection : Eulalia > *Ellalia, le traitement, régulier en gascon : ella > era et alia > aljɵ (mouillure du l), l'assimilation du e en a : Eraljɵ > Araljɵ.

### La Chapelle actuelle: construction et anecdotes
En 1855, l’épidémie de choléra sévit dans la région, et fait une cinquante de victimes (pour une population de 600 personnes) à Saint-Pé-d’Ardet en deux mois. La chapelle fut construite en 1857 par les habitants du village, conseillés et soutenus par l’abbé de Rap, en remerciement à la Vierge, et à sainte Eulalie, pour avoir protégé le village du choléra (ce fut un des villages de la région les moins touchés). Un chemin de croix de quatorze « chapellettes » précède la chapelle et se termine par une grande croix qui à l’origine était entourée des croix des deux larrons et de quatre statues (la Vierge, saint Jean, sainte Marthe et sainte Madeleine) qui ont aujourd’hui quasiment disparues. La légende veut que chaque « grande » famille de Saint-Pé se soit vue attribuée la garde d’une « chapellette » en l’échange de leur participation (ou manuelle ou financière) à la construction du lieu de culte. Le seul véritable témoignage « littéraire » que nous ayons de la chapelle date d’une cinquantaine d’années après la bénédiction de la chapelle :

« Tout d'abord, il conviendra de faire une première pause sur le mamelon du Calvaire. Quatorze petites chapelles d'un modèle uniforme, représentant les stations du chemin de la Croix, sont coquettement assises sur le versant du monticule. Un chemin gazonné, ombragé de platanes, zigzague entre ces édicules et conduit à un édifice plus vaste, à une véritable église qui couronne le faîte et est dédiée à Notre-Dame de Sainte-Auraille. Non loin de là, se dresse une croix monumentale, supportant un Christ plus grand que nature, tout affaissé sur le côté droit et la tête pesamment inclinée, une véritable œuvre d'art, bien différente de la banalité ordinaire de ces sortes de monuments. À ses pieds se trouvent les statues colossales des Saintes Femmes. Pauvres statues ! Elles ont été bien maltraitées par les injures du temps, et d'eux d'entre elles sont à peu près réduites en pièces. De celles qui restent intactes, l'une est debout « Stabat mater », l'autre à genoux, dans une pose touchante d affliction et d'extase. La beauté de ce calvaire, lequel est, dit-on, à peu près unique en France, dans ce genre, le charme du paysage, l’ombre épaisse fournie par le large feuillage de ces arbres hospitaliers, tout captive et retient le visiteur. »

— St-Pé-d’Ardet et ses environs, P. Agasse, habitant de Saint-Pé ayant rédigé une sorte de monographie du village (1906)
L'intérieur de cette chapelle est très simple : une tribune à deux étages (menant au clocher et à son unique cloche), le chœur et le plafond sont peints en bleus et sont étoilés, dans le chœur on retrouve de nombreux « ex-votis » et surtout la statue de la Vierge au centre. La particularité de cette chapelle est peut-être qu’il n’y a aucun saint représenté, ce ne sont uniquement que des femmes : sainte Jeanne d’Arc, sainte Germaine, sainte Thérèse. Sur les murs, on retrouve une fois de plus les scènes de la passion du christ dans des cadres en verre. L’autel est adossé au chœur, le prêtre faisait donc la messe dos aux fidèles et est séparé du reste de l’église par une petite rambarde. Il reste encore sous la tribune une photo de l’abbé de Rap, fondateur de la chapelle et premier enterré au nouveau cimetière de Saint-Pé-d’Ardet. Jusqu'à 1960, des processions étaient organisées à la chapelle, avec les retraites aux flambeaux. Et la fête la plus prestigieuse était celle du brandon, équivalent commingeois du feu de la Saint-Jean, où tout le village montait par le chemin de Croix, avec des « brandounets » (petites torches), pour aller voir brûler « eth hart » (nom gascon du brandon).

### Hypothèse d'une chapelle plus ancienne
Récemment une nouvelle hypothèse a vu le jour à Saint-Pé-d’Ardet : l’actuelle chapelle aurait été construite sur un lieu de culte en ruines. Concrètement, il n’y a aucun document ni aucun témoignage qui appuie cette thèse (du fait qu’aucun document concernant la construction de la chapelle ne nous soit parvenu, tout n’est que tradition orale). Le seul argument en faveur de cette théorie est une pierre gravée incluse dans le mur d’une maison situé à l’angle de la route principal et du Coustalach (ruelle desservant la chapelle). On retrouve gravés sur cette pierre trois croix, dont deux croix en « tau » entourant la croix latine, rappelant explicitant la croix du Christ et celles des deux larrons, et le nombre 1657. Il n'y a pas de certitude sur la signification de ce nombre, qui pourrait être une date. Selon une thèse, ce serait le nombre de pas séparant la fameuse pierre et la chapelle, ce qui prouverait l’existence d’une chapelle antérieure. D’après les partisans de cette thèse, cette pierre serait une plaque indicatrice de la chapelle primitive ou du calvaire qui lui était associé : ce site correspondrait avec celui de la chapelle des Cinq-Plaies-de-Notre-Seigneurs-Jésus-Christ fondée en 1501 par le chanoine archidiacre Pierre de Salefranque.

### Renaissance du site
Pendant longtemps, Saint-Pé-d’Ardet n’était connu que pour son église et ses fresques et les villageois eux-mêmes voyaient la chapelle comme un lieu archaïque et laissé à l’abandon. Mais depuis maintenant quelques années, la chapelle et son calvaire - jusque-là alors presque abandonnés et envahis par la nature – sont régulièrement nettoyés et entretenus par les villageois, qui voient en eux un lieu d’intérêt supplémentaire au village. En ce qui concerne les bâtiments en eux-mêmes (toitures, peintures, murs), l’entretien ne peut être fait par des bénévoles et nécessiterait un investissement colossal. La municipalité, quant à elle, fait de son mieux pour entretenir le site à travers des petits travaux : récemment le Christ de la chapelle a été entièrement poncé et repeint, l’Atelier Vitrail du foyer rural et une bénévole – avec le soutien financier de la commune – refont un « vitrail-tympan » (l’original ayant été vandalisé il y a quelques années). La preuve la plus frappante de la « renaissance » de cette chapelle est surement le brandon. Équivalent du feu de la Saint-Jean dans le Comminges, c’est un tronc d’arbre d’une dizaine de mètres (souvent du sapin ou du hêtre) entièrement fendu et dressé à la verticale. Comme indiqué précédemment, il a été longtemps brûlé à côté de la croix du calvaire, avant d’être brûlé au Pré Communal, plus près du village. Et depuis 2008, les villageois ont décidé non pas de redéplacer le brandon mais d’en faire un second pour la fête de la Chapelle (week-end aux alentours du 6 septembre) et cette fois-ci de manière totalement traditionnelle : l’arbre fendu sur la place publique est montée à bras d’hommes jusque devant la chapelle où il est « quilhé » (dressé) là aussi à bras d’homme, à l’aide d’échelles. Ce qui devait être une « petite fête entre amis » est rapidement devenu un rassemblement des amis de Saint-Pé : en 2008, 120 personnes ont mangé ensemble dans la salle de la mairie et plus de 80 sont montés dans la nuit totale, éclairés par des torches, pour aller voir brûler le brandon ; en 2009, quasiment 200 personnes se sont retrouvés là haut pour manger et faire la dernière fête de l'été. En 2010, ce sont entre 250 et 300 personnages qui se sont réunis pour admirer cet ultime feu de joie.
Des projets devraient se concrétiser durant l'année 2011 concernant la mise en valeur et la restauration du calvaire par les bénévoles et les habitants du village : la signalisation par des panneaux en bois de la chapelle, remonter les murs qui s'écroulent pour pouvoir remettre des portails (puisqu'il y en avait) aux différentes entrées du Chemin de Croix, et bien évidemment entretenir afin que les ronces ne regagnent plus du terrain. La municipalité quant à elle devrait au cours de l'année 2011 faire rénover l'ensemble de la toiture de la chapelle.
La chapelle a été restaurée en 2012.

## Galerie

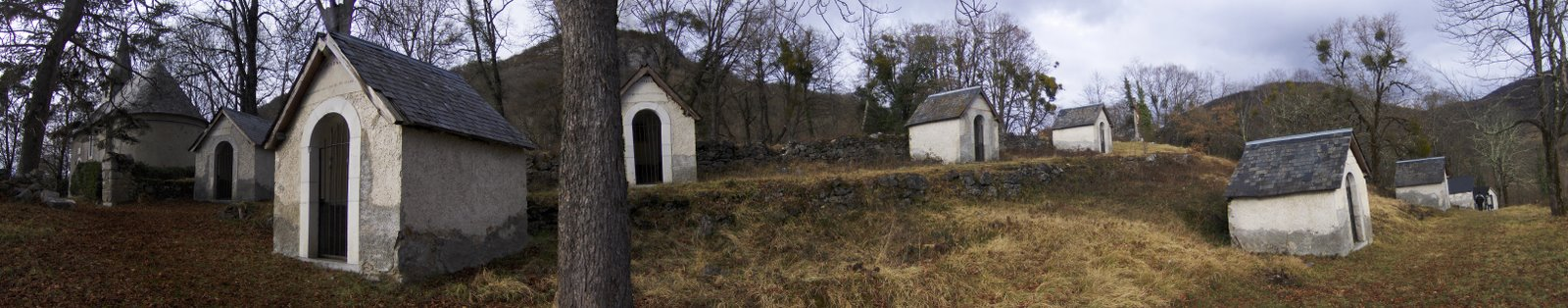
Panorama du Calvaire.

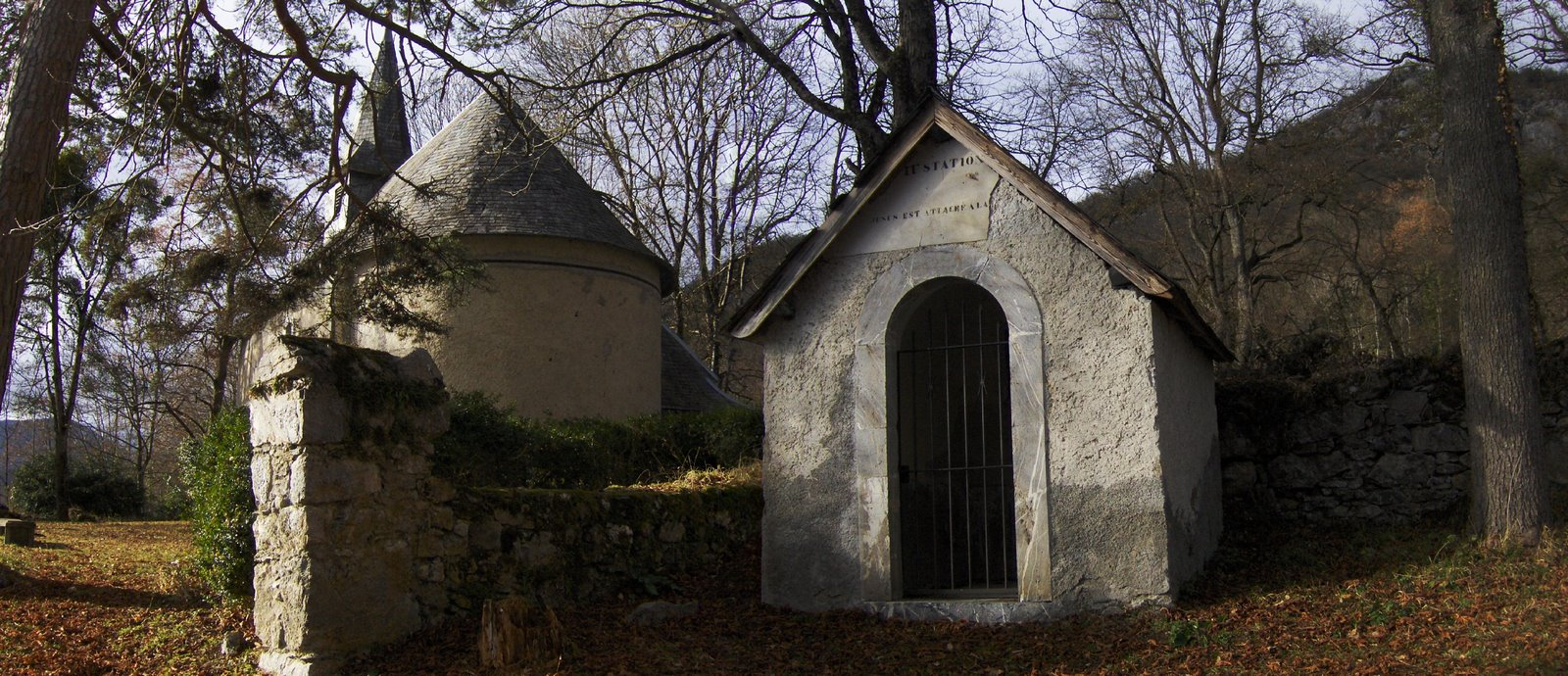
La chapelle et une des stations.
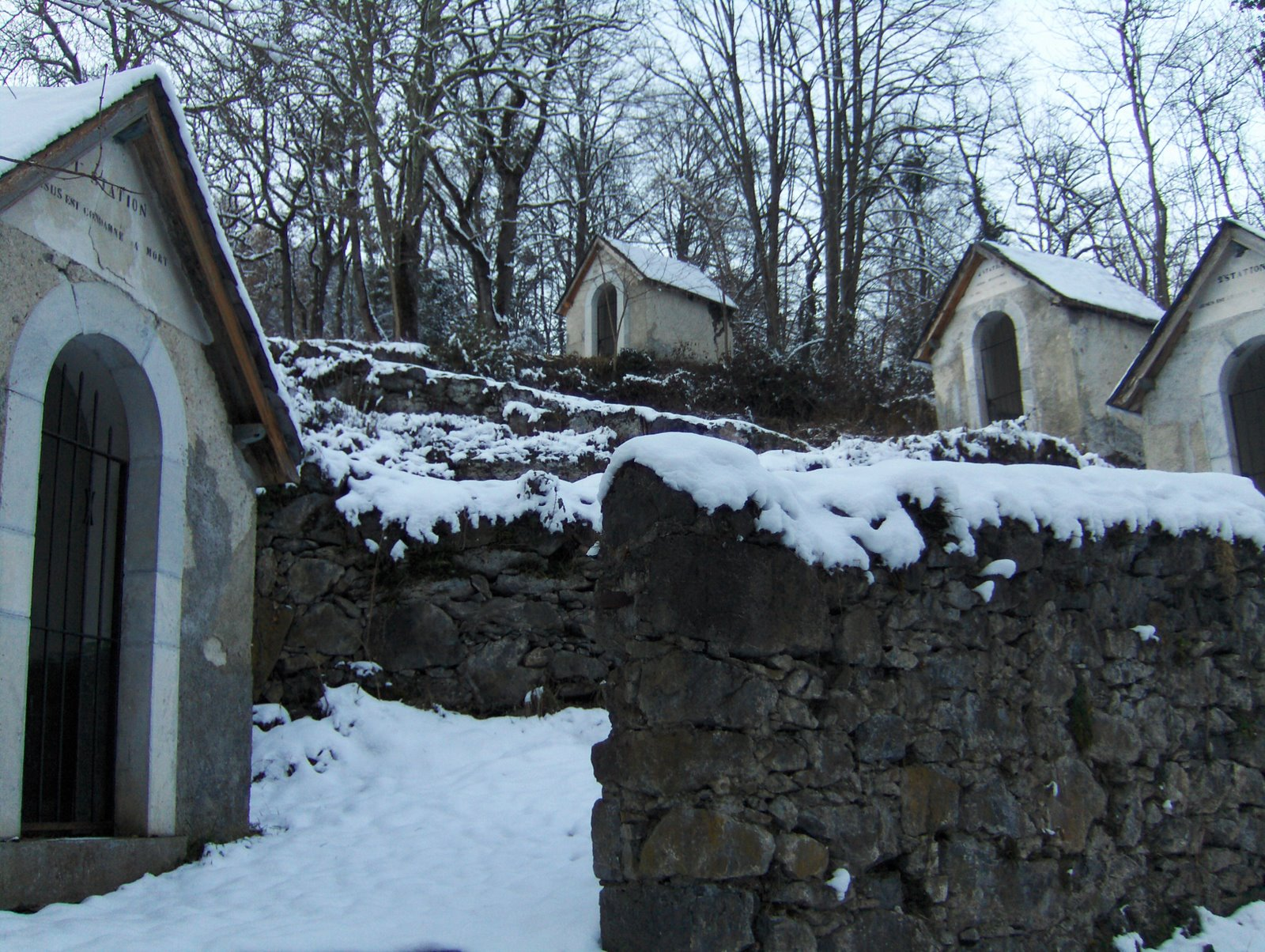
Calvaire sous la neige.
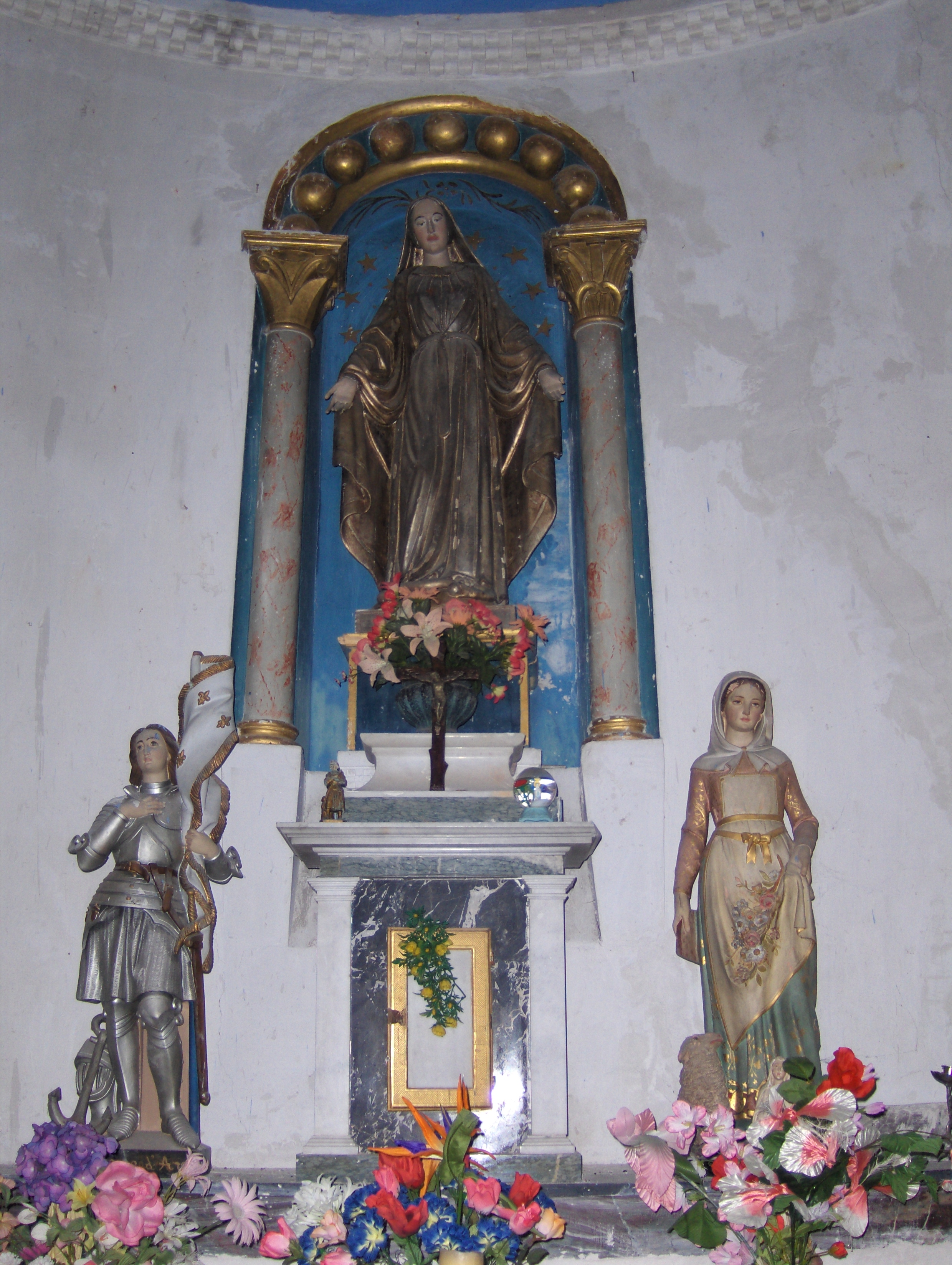
Chœur de la chapelle. Au centre, une statue de l'Immaculée Conception, à gauche, sainte Jeanne d'Arc, à droite, sainte Germaine
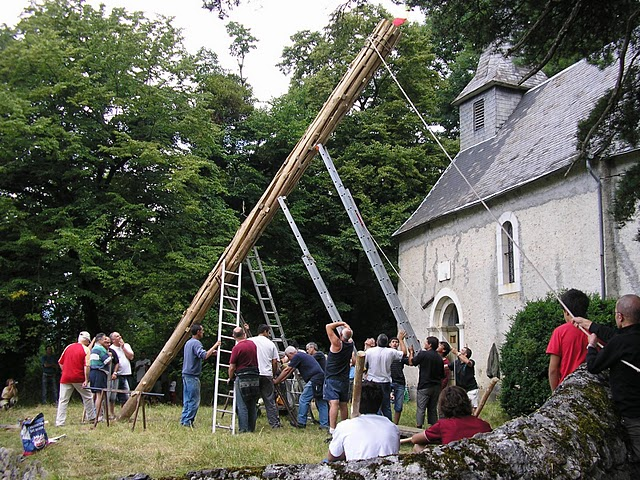
Quilhe du Brandon à la main.